# Thị xã (Thái Lan)
Thị xã của Thái Lan (thesaban mueang) là các đơn vị hành chính ở đô thị, ngang cấp với huyện và thành phố, song có nhiều chức năng hành chính hơn huyện và ít hơn thành phố. Nhiều thị xã đồng thời là tỉnh lỵ của một tỉnh.
Hiện tại, Thái Lan có 118 thị xã. Sau đây là danh sách thị xã xếp theo vần ABC, và tỉnh mà nó trực thuộc.
| Thị xã, Tỉnh - Amnat Charoen, Amnat Charoen - Ang Thong, Ang Thong - Aranyaprathet, Sa Kaeo - Ayotya, Phra Nakhon Si Ayutthaya - Ban Bueng, Chon Buri - Ban Chang, Rayong - Ban Mi, Lop Buri - Ban Phru, Song Khla - Ban Pong, Ratchaburi - Bang Bua Thong, Nonthaburi - Bang Kruai, Nonthaburi - Bang Mun Nak, Phichit - Betong, Yala - Bua Yai, Nakhon Ratchasima - Buri Ram, Buri Ram - Cha-am, Phetchaburi - Chachoengsao, Chachoengsao - Chai Nat, Chai Nat - Chaiyaphum, Chaiyaphum - Chanthaburi, Chanthaburi - Chon Buri, Chon Buri - Chum Phae, Khon Kaen - Chum Saeng, Nakhon Sawan - Chumphon, Chumphon - Hua Hin, Prachuap Khiri Khan - Kalasin, Kalasin - Kamphaeng Phet, Kamphaeng Phet - Kanchanaburi, Kanchanaburi - Kantang, Trang - Kantharalak, Si Sa Ket - Khelang Nakhon, Lampang - Khlong Luang, Pathum Thani - Khlung, Chanthaburi - Khu Khot, Pathum Thani - Krabi, Krabi - Krathum Baen, Samut Sakhon | - Lamphun, Lamphun - Lang Suan, Chumphon - Lat Luang, Samut Prakan - Loei, Loei - Lom Sak, Phetchabun - Lopburi, Lop Buri - Mae Hong Son, Mae Hong Son - Mae Sot, Tak - Maha Sarakham, Maha Sarakham - Map Ta Phut, Rayong - Mueang Phon, Khon Kaen - Mukdahan (thị xã), Mukdahan - Na San, Surat Thani - Nakhon Phanom (thị xã), Nakhon Phanom - Nakhon Nayok, Nakhon Nayok - Nan, Nan - Narathiwat, Narathiwat - Nong Bua Lamphu, Nong Bua Lamphu - Nong Khai (thị xã), Nong Khai - Pa Tong, Phuket - Padang Besa, Songkhla - Pak Chong, Nakhon Ratchasima - Pak Phanang, Nakhon Si Thammarat - Pathum Thani, Pathum Thani - Pattani, Pattani - Phanat Nikhom, Chon Buri - Phang Nga, Phang Nga - Phayao, Phayao - Phetchabun (thị xã), Phetchabun - Phetchaburi (thị xã), Phetchaburi - Phibun Mangsahan, Ubon Ratchathani - Phichit (thị xã), Phichit - Photharam, Ratchaburi - Phrae, Phrae - Phra Pradaeng, Samut Prakan - Prachin Buri, Prachin Buri | - Prachuap Khiri Khan, Prachuap Khiri Khan - Ratchaburi, Ratchaburi - Rangsit, Pathum Thani - Ranong, Ranong - Roi Et, Roi Et - Sa Kaeo, Sa Kaeo - Sadao, Song Khla - Saen Suk, Chon Buri - Sakon Nakhon, Sakon Nakhon - Samut Songkhram, Samut Songkhram - Sanan Rak, Pathum Thani - Saraburi, Saraburi - Satun, Satun - Sawankhalok, Sukhothai - Sena, Phra Nakhon Si Ayutthaya - Sing Buri, Sing Buri - Si Racha, Chon Buri - Si Sa Ket, Si Sa Ket - Sukhothai Thani, Sukhothai - Su-ngai Kolok, Narathiwat - Suphan Buri, Suphan Buri - Surat Thani, Surat Thani - Surin, Surin - Tak, Tak - Takua Pa, Phang Nga - Taphan Hin, Phichit - Tha Bo, Nong Khai - Tha Kham, Surat Thani - Tha Khlong, Pathum Thani - Tha Ruea Phra Thaen, Kanchanaburi - Thung Song, Nakhon Si Thammarat - Trat, Trat - Uthai Thani, Uthai Thani - Uttaradit, Uttaradit - Warin Chamrap, Ubon Ratchathani - Yasothon, Yasothon |